# Parvithracia huanghaiensis
Parvithracia huanghaiensis is een tweekleppigensoort uit de familie van de Thraciidae. De wetenschappelijke naam van de soort is voor het eerst geldig gepubliceerd in 1989 door Xu.